# Arrondissement di Tielt
L'arrondissement di Tielt (in olandese Arrondissement Tielt, in francese Arrondissement de Tielt) è una suddivisione amministrativa belga, situata nella provincia delle Fiandre Occidentali e nella regione delle Fiandre.

## Composizione
L'arrondissement di Tielt raggruppa 9 comuni:
- Ardooie
- Dentergem
- Meulebeke
- Oostrozebeke
- Pittem
- Ruiselede
- Tielt
- Wielsbeke
- Wingene

## Società

### Evoluzione demografica
Abitanti censiti
- Fonte dati INS - fino al 1970: 31 dicembre; dal 1980: 1º gennaio